# Seqocrypta bancrofti
Seqocrypta bancrofti är en spindelart som beskrevs av Raven 1994. Seqocrypta bancrofti ingår i släktet Seqocrypta och familjen Barychelidae.
Artens utbredningsområde är New South Wales. Inga underarter finns listade i Catalogue of Life.